# Estrada do M'Boi Mirim
A Estrada do M'Boi Mirim (SP-214) é uma via estrutural localizada na zona sul do município de São Paulo. A estrada, caracterizada como uma grande avenida, liga o início do distrito do Jardim São Luís até o final do distrito de Jardim Ângela, numa extensão de mais de 16 quilômetros.
A estrada tem o nome de M'Boi Mirim, por cruzar o rio Embu-mirim (antigo M'Boi Mirim, que também deu nome à região), próximo a divisa com Itapecerica da Serra.

## Origem do nome
O topônimo "M'Boi Mirim" é de origem tupi: significa "cobra pequena", através da junção de mboîa (cobra) e mirim (pequena). O nome se pronuncia "ême-boi mirim".

## Características
No decorrer da estrada predominam o variável e extenso comércio popular, pequenos empreendedores individuais, o Hospital do M'Boi Mirim (Dr. Moysés Deutsch), os terminais de ônibus Terminal Jardim Ângela e Terminal Guarapiranga além de um grande número de residências. Nos bairros que existem ao seu redor, moram cerca de dois milhões de pessoas. Outro ponto importante está relacionado ao transporte público na região, que é notadamente insuficiente para suprir toda a demanda ali existente, resultando na superlotação dos ônibus, além de grandes congestionamentos em diversos horários durante o dia.
Para diminuir os congestionamentos a prefeitura construiu a avenida Luís Gushiken, paralela a um trecho da M'Boi Mirim.